# 伊藤梓
伊藤 梓（いとう あずさ）は、自動車ライター・自動車イラストレーター、YouTuber。

## 来歴
山形県出身。大学卒業後に始めたグラフィックデザイナー時代、ミニカーの商品を担当するようになり車に魅了されるようになる。2014年に自動車雑誌の『CAR GRAPHIC』の編集者へ転身。同誌の人気企画、Long Term Test（長期テスト）では、様々な車をピックアップして乗り続け、独自の視点で読者へレポートしている。マツダ・ロードスターの「メディア対抗ロードスター4時間耐久レース」では、「CAR GRAPHIC Racing Team CGRT」のアシスタントをしている。
2018年、より幅広くクルマの魅力を伝えるため、独立してフリーランスに。現在は自動車関係のライターのほか、クルマを題材にしたイラストレーターとしても活躍している。2019年6月から2020年3月まで、FMヨコハマの「The Motor Weekly」の番組パーソナリティも務めた。その経験から、自動車関係の動画やトークショーなどにも出演している。愛車はCAR GRAPHICの長期テストで出会ったマツダ・ロードスター（ND型）。自ら愛車NR-A(ソウルレッド)を駆ってのロードスター・パーティレースやマツダファン・エンデュランスへの出場経験もある。